# کشکر
کسکر یا کشکر قدیمی‌ترین شهر مسیحی نشین عراق که در زمان ساسانیان نقشی مهم داشته‌است و حجاج بن یوسف شهر واسط را بین کوفه و بصره در مقابل آن ساخت . این شهر دومین مرکز اسقفهای نسطوریه بوده، که تأسیس کرسی اسقفی آن به قرن سوم میلادی می‌رسد.: 317 